# I. Sepenupet
I. Sepenupet (Henemetibamon) ókori egyiptomi papnő, Ámon isteni felesége a XXIII. dinasztia idején. Ő volt az első Ámon-főpapnő, aki teljes fáraói titulatúrát vett fel, két kártusba írt névvel (prenomene, a Henemetibamon jelentése: „aki egy Ámon szívével”) és Hórusz-névvel. Bár utódai is kártusba írt kettős neveket vettek fel, Sepenupet maradt az egyetlen, aki fáraói címeket is felvett (úgymint „A Két Föld ura” és „A megjelenések ura” címeket); egyben az egyetlen, akinek prenomenje Ámonra utal, nem hitvesére, Mut istennőre.
III. Oszorkon fáraó és Karoadzset lánya; apja uralkodásának kezdetétől töltötte be az Ámon isteni felesége pozíciót, ami az ő idejében kezdett jelentős politikai hatalommal bírni. Két (fél)testvére, III. Takelot és Rudamon is fáraó lett. Amikor Kasta, a XXV. dinasztia uralkodója kiterjesztette uralmát Théba környékére is, Sepenupetnek örökbe kellett fogadnia Kasta lányát, I. Amenirdiszt, aki aztán követte főpapnőként. Sepenupet a XXV. dinasztiabeli Sabataka uralma idején még életben volt, mert ábrázolják a király által díszíttetett egy templomban.
Ábrázolják a karnaki Ozirisz-Hekadzset ('Ozirisz az örökkévalóság fejedelme') templomban, és megemlítik két Ozirisz-szobron, illetve egy feliraton a Vádi Gaszuszban I. Amenirdisszel.